# Yuxarı Çardaqlar
Yuxarı Çardaqlar è un comune dell'Azerbaigian situato nel distretto di Zaqatala. Conta una popolazione di 2 083 abitanti.